# Allagoptera arenaria
Allagoptera arenaria (Gomes) Kuntze, popularmente conhecido como  guriri, pissandó, paissandu, pissandu, caxandó e coqueiro-pissandó, é uma espécie de palmeira baixa, que cresce em solos pobres e que dá frutos saborosos.

## Etimologia
"Pissandó", "paissandu" e "pissandu" são oriundos do tupi antigo pisandó.